# Colpoptera marginalis
Colpoptera marginalis är en insektsart som beskrevs av Hermann Burmeister 1835. Colpoptera marginalis ingår i släktet Colpoptera och familjen sköldstritar. Inga underarter finns listade i Catalogue of Life.